# Lithocarpus ithyphyllus
Lithocarpus ithyphyllus là một loài thực vật có hoa trong họ Cử. Loài này được Chun ex H.T.Chang mô tả khoa học đầu tiên năm 1960.